# Адамов, Олег Игоревич
Оле́г И́горевич Ада́мов — российский архитектуровед, педагог. Кандидат архитектуры, доцент, профессор кафедры архитектуры общественных зданий Московского архитектурного института (МАрхИ).

## Биография
В 2000 году защитил диссертацию на соискание учёной степени кандидата архитектуры. Тема диссертации: «Образы пространственных построений в творческом процессе архитектора: Мастера русского авангарда: А. А. Веснин, И. А. Голосов, И. И. Леонидов, К. С. Мельников, В. Е. Татлин».
Доцент, профессор кафедры архитектуры общественных зданий Московского архитектурного института (МАрхИ).
С 2019 года работает на кафедре градостроительства Московского государственного строительного университета.